# Lucrezia Lerro
Lucrezia Lerro (Omignano, 6 luglio 1977) è una scrittrice e poetessa italiana.

## Biografia
Nata a Omignano, dove trascorre la sua infanzia, a soli diciassette anni si trasferisce a Firenze per iniziare gli studi universitari, per poi, finito il percorso accademico andare a vivere stabilmente a Milano. Laureata in Scienze dell'Educazione e in Psicologia, alcune sue poesie sono state pubblicate sulle riviste Poesia (2001-2003), Palomar (2003), Nuovi Argomenti, Nuovissima poesia italiana (Oscar Mondadori) e L'Almanacco dello specchio (Arnoldo Mondadori Editore).
Il primo romanzo Certi giorni sono felice, 2005, viene selezionato tra i finalisti del Premio Strega e riedito da Bompiani nel 2008.
Per la rivista Panta nel 2008 scrive I fiori avrebbero potuto durare.
Ha pubblicato i romanzi: Il rimedio perfetto, 2007, La più bella del mondo, 2008 (Premio Grinzane Cavour), La bambina che disegnava cuori, 2010, Sul fondo del mare c'è una vita leggera, 2012, tutti per Bompiani. Ha inoltre pubblicato per Arnoldo Mondadori Editore La confraternita delle puttane, 2013, e Il sangue matto, 2015.
Per Stampa2009 ha pubblicato la raccolta di poesie Il corollario della felicità, 2014. Per la collana Vite esagerate ha scritto Il contagio dell'amore, San Paolo Edizioni, 2016, mentre nel 2017 è uscito La giravolta delle libellule per La nave di Teseo.
Per il film Il pianto della statua, regia di Elisabetta Sgarbi, scrive La prima notte della madre dopo la morte del figlio.

## Opere

### Romanzi
- Certi giorni sono felice, 2005 (Tascabili Bompiani 2008)
- Il Rimedio Perfetto, Bompiani, 2007
- La più bella del mondo, Bompiani, 2008
- La bambina che disegnava cuori, Bompiani, 2010
- Sul fondo del mare c'è una vita leggera, Bompiani, 2012
- La confraternita delle puttane, Arnoldo Mondadori Editore, 2013
- Il sangue matto, Arnoldo Mondadori Editore, 2015
- Il contagio dell'amore, San Paolo Edizioni, 2016
- La giravolta delle libellule, La nave di Teseo, 2017
- L'estate delle ragazze, La nave di Teseo, 2018
- Più lontano di così, La nave di Teseo, 2019
- Gli uomini che fanno piangere, La nave di Teseo, 2022

### Poesia
- Una sposa deliziosa, 2000
- Lacrime di fiori, Edizioni Pulcinoelefante, 2002
- Una stanza di parole, Guida Editori, 2003
- L'amore dei nuotatori, Pequod Edizioni, 2010
- Il corollario della felicità, Stampa2009, 2014
- Se osi parlare, La nave di Teseo, 2024

### Teatro
- La veste neofita - idea e regia di Charlie Owens, Teatro No'hma di Milano[3]
- Tre donne a Milano - idea e regia di Charlies Owens, Teatro No'hma, 2013
- Ho letto il dolore sulle foglie, scritto e ispirato a Il complesso di Telemaco di Massimo Recalcati, Milano 2013
- Il sangue matto, Teatro Out-Off Milano (stagione 2016)
- Victor Hugo e Adèle - Georges Simenon e Marie Jo: Una promessa d'amore (Teatro Out Off, stagione 2017 / 2018)

## Traduzioni
- Il y a des jours où je suis heureuse (Certi giorni sono felice), Éditions des lacs, Pulversheim, 2021
- La plus belle du monde (La più bella del mondo), Éditions des lacs, Pulversheim, 2021
- Au fond de la mer, la vie este légère (Nel fondo del mare c'è una vita leggera), Les éditions L’Écharpe d’Iris, 2024

## Riconoscimenti
Per Certi giorni sono felice:
- Selezionata al Premio Strega;[4]
- Premio Kriterion;
- Premio di giornalismo e multimedialità Cilento e Vallo di Diano;
- Premio Angeli nel Cilento;

Per Il rimedio perfetto:
- Seconda classificata al Premio letterario nazionale per la donna scrittrice, 2007;
- Premio Grinzane Cavour per la Cultura Euromediterranea, 2010;
- Finalista Premio Libero Biagiaretti, 2008;

Per La più bella del mondo:
- Finalista Premio Stresa, 2008;[5]

Per L'amore dei nuotatori:
- Premio di poesia Mauro Maconi, 2011;[6]
- Premio Cavalierato giovanile, 2011;
- Premio Lions Salerno, 2012; (Principessa Sichelgaita). Riconoscimento della Camera dei Deputati[7]

Per La confraternita delle puttane:
- Premio Res Aulica, 2014;[8]

Per Il corollario della felicità:
- Finalista Premio Fogazzaro, 2014;[9]
- Selezione Premio Camaiore, 2014;
- Premio Laurentum per la poesia edita, 2014;[10]
- Premio Internazionale di Letteratura Città di Como 2015; per la Poesia edita
- Premio Gusto, 2015;[11]